# Кульчинська Ольга Сергіївна
Кульчинська Ольга Сергіївна (12 липня 1990, Рівне, Рівненська область, Україна) — українська оперна співачка, сопрано. Виступала у найвідоміших оперних театрах Парижу, Нью-Йорка, Амстердаму, Цюриха, Барселони, Гамбургу, Рима.

## Життєпис
Ольга Кульчинська народилася в сім'ї музикантів. Її дідусь — заслужений артист України, співак Рівненської філармонії Ярослав Кульчинський, бабуся Ганна мала контральто та співала в хорі, мама Аліна — віолончелістка, а батько Сергій — піаніст, до останнього часу працював художнім керівником Рівненської філармонії. Ольга та її сестра Христина з ранніх літ були пов'язані з музикою, — Христина стала віолончелісткою, а Ольга підкорює оперні сцени світу.
У віці п'ять років почала навчатися грати на фортепіано у музичній школі. Спочатку співала у дитячому хорі, а в 13 років почала мріяти про професію співачки. Першим викладачем співу став рідний дід — викладач Рівненського інституту культури.
Ольга вступила на теоретичний факультет Рівненського музичного училища, бо вокального не було. Пізніше перевелася до Київського музичного училища імені Глієра. Це дало їй міцну музичну теоретичну основу.
Після третього курсу училища одночасно почала навчатися співу на підготовчому курсі Київської консерваторії. У 19 років розпочала навчання в київській Національній музичній академії України імені Петра Чайковського у Народної артистка України — Марії Стеф'юк. Навчаючись у консерваторії брала участь у різних конкурсах та майстер-класах. У 2012 році перемогла на Міжнародному музичному конкурсі імені Миколи Лисенка у Києві. На четвертому курсі вона вступила до молодіжної оперної студії Великого театру в Москві, на сцені якого її дебютом стала роль Марфи на прем'єрі оновленої опери Миколи Римського-Корсакова «Царська наречена», з якою вона справилася блискуче. Глядачі дивувалися: «Невже це дебютантка?». Після тріумфального дебюту їй запропонували першу роботу — штатної солістки Великого театру (2014—2017). Під час роботи в Москві отримала пропозиції контрактів з Римським, Паризьким та Німецьким оперними театрами.
У сезоні 2017—2018 років Ольга Кульчинська дебютувала на сценах п'ятьох провідних театрів світу: в паризькій Опері Бастилія як Розіна в опері «Севільський цирульник», у Римській опері як Мюзетта, у Гамбурзькій державній опері як Паміна з «Чарівної флейти», у Баварській державній опері як Сюзанна у новій постановці опери «Весілля Фігаро».
У жовтні 2019 року Ольга Кульчинська виступала у Метрополітен опера в Нью-Йорку, де виконувала головну партію в опері Джакомо Пуччіні «Богема». Як писала газета Нью-Йорк Таймс «… жваве, яскраве сопрано Ольги Кульчинської створило сліпучий о́браз Мюзетти».

## Нагороди
- 2011 — Гран-прі на Міжнародному конкурсі співаків імені Івана Алчевського у Харкові
- 2012 — Третя премія на VI Міжнародному конкурсі вокалістів імені Бюльбюля
- 2012 — Перша премія на Міжнародному музичному конкурсі імені Миколи Лисенка в Києві
- 2015 — Перша премія на конкурсі вокалістів імені Франциско Віньяса[ca] у Барселоні[5]
- 2016 — Третя премія на Міжнародному конкурсі співаків Конкурс «Опералія» в Гвадалахарі (Мексика)[6]

## Фільмографія
- 2016 — «Ромео і Джульєтта» [Архівовано 24 жовтня 2020 у Wayback Machine.] Вінченцо Белліні